# باغ گیاه‌شناسی پادوآ
باغ گیاه‌شناسی پادوآ (به ایتالیایی: Orto botanico di Padova) یک باغ گیاه‌شناسی در پادوآ در شمال شرقی ایتالیا است. این باغ در سال ۱۵۴۵ توسط جمهوری ونیز تاسیس شد، و قدیمی‌ترین باغ گیاه‌شناسی علمی در جهان است که هنوز هم در محل اصلی خود برقرار است. این باغ - وابسته به دانشگاه پادوآ - در حال حاضر تقریباً ۲۲۰۰۰ متر مربع مساحت دارد و به خاطر مجموعه‌های خاص و طراحی تاریخی‌اش شناخته شده‌است.

## تاریخ
باغ پادوآ با مشورت مجلس سنای جمهوری ونیز تأسیس شد.

## معماری
طراحی باغ گیاه‌شناسی به Andrea Moroni، که برخی از مهم‌ترین بناهای تاریخی عمومی در پادوآ، مانند باسیلیکا دی سانتا جوستینا در پراتو دلا واله، تالار شهر و دانشگاه را در نیمه اول قرن شانزدهم ایجاد کرد نسبت داده شده‌است. با این حال، معمار واقعی، دانیله باربارو، نجیب‌زاده ونیزی بود.